# Pampulha

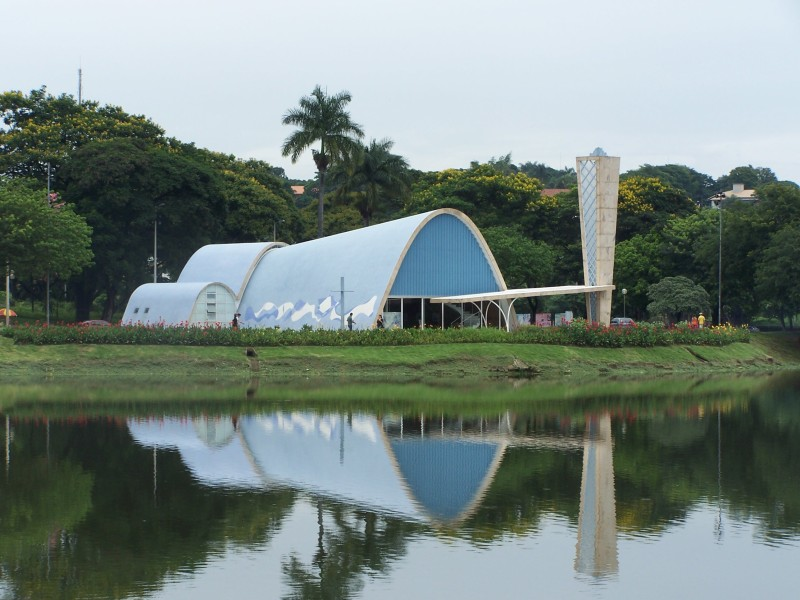
Igreja de São Francisco de Assis am Pampulha-See

Pampulha (Portugiesisch: Região Administrativa da Pampulha) ist ein Stadtteil der brasilianischen Metropole Belo Horizonte im Bundesstaat Minas Gerais.
Im Jahr 1943 erbaute Oscar Niemeyer die Kirche São Francisco (Igreja São Francisco na Pampulha) am Ufer des (künstlich geschaffenen) Pampulha-Sees. Pampulha ist auch die Bezeichnung Oscar Niemeyers erster Schaffensperiode, welche bis 1943 andauerte. Das Ensemble der Moderne in Pampulha zählt seit Juli 2016 zum UNESCO-Weltkulturerbe.
In diesem Stadtteil befindet sich auch das Estádio Mineirão und der Flughafen Pampulha, welcher ausschließlich nationale Ziele bedient.